# Benito Serrano Jiménez
Benito Serrano Jiménez (San José, 19 de marzo de 1850 - 23 de diciembre de 1945) es un juez costarricense.

## Biografía
Nació en San José, el 19 de marzo de 1850. Fue hijo de Anastasio Serrano y Valdivieso, neogranadino, y Juanita Jiménez y Castro. Casó con Celina Thompson McQuillen, británica.
Se graduó de licenciado en Leyes en la Universidad de Santo Tomás en 1876. 
Fue alcalde de San José; Subsecretario de Hacienda, Comercio e Instrucción Pública; Subpromotor Fiscal de la República, Juez de lo Criminal Administrativo, Magistrado de la Sala Primera de Apelaciones y Magistrado de la Sala de Casación. En 1915 fue elegido presidente de la Corte Suprema de Justicia de Costa Rica, para concluir el período de Alejandro Alvarado García.

## Fallecimiento
Falleció en San José, el 23 de diciembre de 1945 a los 95 años de edad.